# Francisco Xandóval
Francisco Arturo Sandoval Bustamante, más conocido como Francisco Xandóval (Ascope, 29 de enero de 1902 - Trujillo, 26 de noviembre de 1960) fue un poeta, periodista y profesor peruano. Fue amigo íntimo del poeta César Vallejo. Ejerció varios años como educador en el Colegio Nacional San Miguel de Piura, por lo que es considerado piurano por adopción.

## Biografía
Nació en la localidad de Ascope, entonces perteneciente a la provincia de Trujillo (hoy en la provincia de Ascope), del departamento de La Libertad. Fueron sus padres el capitán EP Álvaro Gavino Sandoval y Manuela Bustamante Castañeda.
Su apellido paterno originalmente era Sandoval, pero años después se lo cambió por Xandóval y así fue conocido desde entonces. Quedó huérfano muy joven, y sus hermanas mayores debieron velar por él.
Estudió en el Colegio Seminario San Carlos y San Marcelo,[cita requerida] en el Colegio Nacional San Juan de Trujillo y en la Universidad Nacional de Trujillo. Al mismo tiempo que estudiaba debió trabajar para poder mantenerse.
Todavía estudiante colegial, en 1917 formó parte de la bohemia trujillana, (llamado después el Grupo Norte), dirigida por Antenor Orrego y José Eulogio Garrido, y conformado por jóvenes políticos, literatos y artistas, muchos de los cuales tuvieron una influencia importante en el desarrollo cultural del Perú, como fue el caso del poeta César Vallejo.
Con Vallejo, Xandóval entabló una gran amistad; ambos se frecuentaron en la ciudad de Lima, antes del viaje del poeta a Europa, y compartían el mismo domicilio. Juan Espejo Asturrizaga cuenta en su biografía de Vallejo que Xándoval, junto con otros amigos, entre burlas convencieron al poeta de que cambiara el nombre de su segundo poemario. Vallejo había titulado su libro como Cráneos de Bronce, firmándolo con el seudónimo de César Perú; a la postre el libro se tituló Trilce firmado con el nombre verdadero del poeta: César A. Vallejo (1922).
Fue miembro de la redacción del diario El Norte de Trujillo, cuyo primer número salió a luz el 1 de febrero de 1923. En 1929 se casó con Rosina Espejo, hermana de Juan Espejo Asturrizaga, otro miembro del Grupo Norte. 
En abril de 1935 empezó a ejercer como profesor de Literatura del Colegio Nacional San Miguel de Piura, bajo la dirección de su paisano, el doctor Francisco Lizarzaburu. En 1938 compuso el himno de dicho colegio, cuya música es del profesor Wilfredo Obando.
En 1941 hizo imprimir el único poemario que publicó en vida: Canciones de Maya.
En 1943 radicó definitivamente en Trujillo, cuando Lizarzaburu lo llevó como profesor al Colegio Nacional San Juan. En esa ciudad siguió escribiendo poemas para el diario La Industria de Trujillo, que por esos años dirigía el profesor Néstor Martos, quien fuera su compañero universitario y colega en el colegio San Miguel. 
Falleció en 1960, cuando ejercía como profesor asesor en el Colegio Nacional San Juan.

## Obras

### Poemarios
- Canciones de Maya (1941), libro dedicado al poeta piurano Ernesto García Saona y que se terminó de imprimir en el diario El Tiempo de Piura. Fue el único poemario que el autor publicó en vida. Fue muy comentada y elogiada por la intelectualidad del Perú y América.
- El libro de las paráfrasis, que es un arreglo de poesías orientales de tema erótico,[2] vertidas al francés. Se imprimió de manera póstuma y por dos veces, en 1967 y 1995, contando con el decidido esfuerzo de Teodoro Rivero Ayllón.

### Novela
- Yana-Huáccar, obra que terminó de escribir en 1944 y que trata sobre la vida del milagroso clérigo Antonio de Saavedra y Leyva.

## Crítica
Xandóval cultivó la poesía erótica teñida a menudo de emoción social. Se acercó al surrealismo; fue un poeta ultraísta.
Se sintió influenciado por los temas del Lejano Oriente, y en especial, por su misticismo; le inquietaron particularmente los misterios de la muerte.
He aquí un ejemplo de su poesía, extraído de su poemario Canciones de Maya:

ROMANCE DEL RETORNO SIN TIEMPO

Tornando, siempre tornando

viniste de orbes inciertos,

de extraños mundos que ruedan

a las orillas del tiempo,

pero en los cuales un día

tuviste un soñado reino.

Como el fósforo que encienden

caminando, los viajeros;

como el bólido que rasga

por la noche el firmamento;

como el fuego azul que brota

del cadáver o del cieno,

así eres, Francisco hermano:

sólo un grito en el silencio,

sólo un ápice en el aire

y un segundo sobre el tiempo.

—¿Un rumor? ¿Un tropel de astros?

¡No por hoy! Sólo es el viento

que juega con rizos de agua,

niebla, lumbre, polvo o sueños.